# Ett utsökt universum
Ett utsökt universum: supersträngar, dolda dimensioner och sökandet efter den slutgiltiga teorin (originaltitel: The Elegant Universe: Superstrings, Hidden Dimensions, and the Quest for the Ultimate Theory) är titeln på en populärvetenskaplig bok som utgavs 2001 på svenska av den amerikanske författaren och fysikern Brian Greene. Boken handlar om fysikernas jakt på en "superteori" som kan förklara alla fenomen i universum. Boken föreslår att strängteorin skall vara denna "superteori".
Boken fick 2004 en uppföljare, Det stoff varav kosmos väves, som behandlar bland annat relativitet, strängteorin och kvantmekanik med fokus på frågor om tid, rum och sannolikhet.